# Renate Vogel
Renate Vogel   (Chemnitz, 30 de juny de 1955), de casada Heinrich i més tard Bauer, és una nedadora alemanya, especialista en braça, ja retirada, que va competir sota bandera de la República Democràtica Alemanya durant la dècada de 1970.
El 1972 va prendre part en els Jocs Olímpics d'Estiu de Múnic on va disputar dues proves del programa de natació. Fent equip amb Christine Herbst, Roswitha Beier i Kornelia Ender guanyà la medalla de plata en els 4x100 metres estils, mentre en els 100 metres esquena quedà eliminada en semifinals.
En el seu palmarès també destaquen tres medalles d'or al Campionat del Món de natació de 1973 i una medalla d'or i una de plata al Campionat d'Europa de natació de 1974. A nivell nacional guanyà dos títols de braça el 1970.
El 1979 desertà i fugí a la República Federal Alemanya en agafar un avió de Budapest a Múnic amb un fals passaport de l'Alemanya Occidental. Un cop allà va donar una sèrie d'entrevistes on explicà el sistema d'entrenament de l'Alemanya Oriental i més tard va treballar com a entrenadora de natació.